# Surirella
Surirella ist eine Gattung der Kieselalgen (Bacillariophyta) mit etwa 200 Arten in Süß- und Meerwasser.

## Merkmale
Die Vertreter sind einzellige, pennate (von lateinisch pinnatus ‚gefiedert‘) Kieselalgen (frühere Ordnung Pennales, jetzt Bacillariophyceae). Die Zellen haben die für Kieselalgen typische Schale aus zwei Theken. Die Schale ist in Seitenansicht rechteckig oder leicht trapezförmig, in Schalenansicht ist sie meist oval, wobei die Enden oft erweitert sind. Die Raphe läuft bei dieser Gattung rund um die Schale. Die Schale hat am Rand oft Flügel. Der Zellkern sitzt in der Zellmitte, der einzige Plastid ist H-förmig, am Rand gewellt und durch Fucoxanthin goldbraun. Die beiden Lappen des Plastiden liegen unter den Schalen. Einige Arten besitzen zwei Plastiden. Die Zellen sind 15 bis 400 Mikrometer lang.
Die ungeschlechtliche Fortpflanzung erfolgt durch die typische Zweiteilung der Kieselalgen. Geschlechtliche Fortpflanzung erfolgt durch Isogamie, wobei pro Zelle ein Gamet gebildet wird. Im Anschluss erfolgt während der Auxosporenbildung die Zellvergrößerung. In der Gattung wurde auch Apogamie, die Bildung zygotenähnlicher Stadien ohne Gametenverschmelzung, beobachtet.

## Vorkommen
Surirella lebt vorwiegend auf Substrat in stehenden und fließenden Gewässern, in Moorwasser, in Brack- und Meerwasser. 

## Belege
- Karl-Heinz Linne von Berg, Michael Melkonian u. a.: Der Kosmos-Algenführer. Die wichtigsten Süßwasseralgen im Mikroskop. Kosmos, Stuttgart 2004, ISBN 3-440-09719-6, S. 232.